# Forstwald (Krefeld)
Forstwald ist ein Stadtteil von Krefeld mit 3.516 Einwohnern (Stand 31. Dezember 2011).

## Geschichte
Das Gebiet gehörte ursprünglich zum Gebiet der früheren Gemeinde Vorst, die ihrerseits seit 1970 ein Stadtteil der heutigen Nachbarstadt Tönisvorst ist, und die es dem Krefelder Kaufmann Gerhard Schumacher seinerzeit verkaufte. Schumacher ließ diesen Teil der St. Töniser Heide mit Kiefern aufforsten, den heutigen Krefelder Forstwald. Diese erste Aufforstung wurde aber durch einen Waldbrand vernichtet. Die zweite Aufforstung mit dem heute noch vorhandenen Wegenetz war dauerhaft. 1929 wurde dieses Gebiet mit 220 Hektar nach Krefeld eingemeindet. Der Stadtteil Forstwald gilt als eine der besten Wohnlagen in Krefeld.
Bekannt ist die Schlacht an der Hückelsmay am 23. Juni 1758 während des Siebenjährigen Krieges, die an der Landwehr im Forstwald stattfand. Noch heute finden sich im Wald die Gräben der Landwehr, die ursprünglich im 14. Jahrhundert angelegt wurden, um die Kurkölnischen Ämter Linn und Kempen abzuschotten. Im äußersten Südwesten der Stadt Krefeld gelegen, grenzt Forstwald im Osten an den Stadtteil Fischeln, im Nordosten an den Stadtteil Benrad-Süd. Des Weiteren grenzt Forstwald an den Kreis Viersen: im Westen und Nordwesten an die Stadt Tönisvorst und im Süden an die Stadt Willich.
Teile der ehemaligen Kaserne (Francisca Barracks) der Britischen Rheinarmee, die vom 28th (BR) Signal Regiment und 13 (BE) Cie TTr. genutzt wurden, liegen auf dem Gebiet des Forstwalds. Ein kleinerer Teil – etwa ein Drittel – liegt auf dem Gebiet der angrenzenden Stadt Tönisvorst. Die Kaserne wurde 2002 geschlossen. Während der Flüchtlingskrise 2015 wurde erwogen, Teilflächen der Kaserne als Unterkünfte umzufunktionieren. Nach entsprechender Nutzbarmachung und Bau von Leichtbauhallen wurden die Unterkünfte aber nie für die Unterbringung von Flüchtlingen genutzt. Die Bauten sind inzwischen wieder demontiert worden. Im Frühjahr 2022 wurde das Areal der Kaserne für die Aufnahme von ukrainischen Flüchtlingen wieder genutzt. In vier Leichtbauhallen wurde Platz für ca. 1000 Flüchtlinge geschaffen.

Das Wildgehege hinter dem Forsthaus vom Forstwald (Im Gehege befinden sich Pfaue, Füchse, Hühner, Rehe und Hirsche)
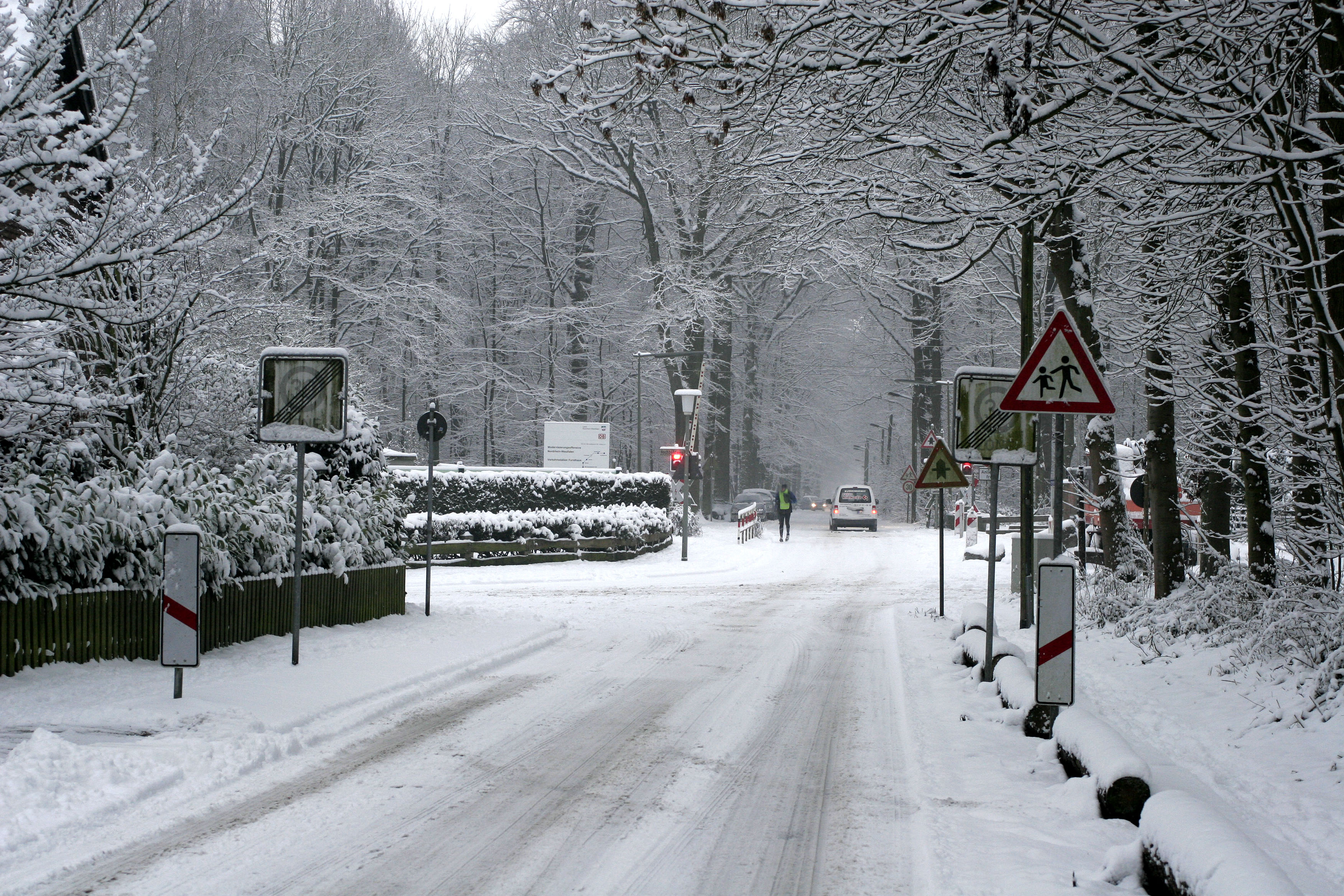
Blick auf den Bahnübergang am Bellenweg im Winter

## Verkehr

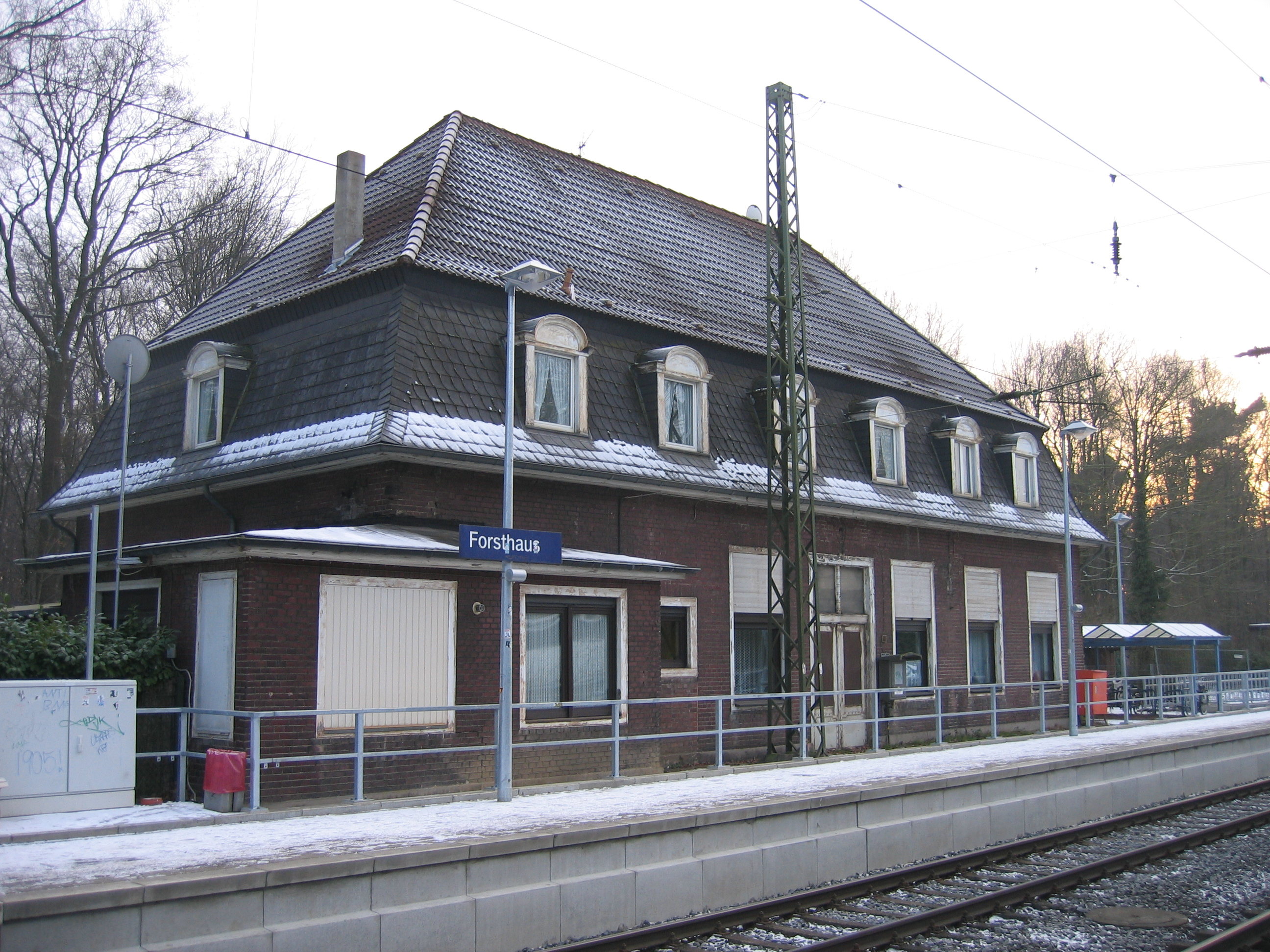
Haltepunkt Forsthaus mit ehemaligem Empfangsgebäude

Forstwald liegt an der Bahnstrecke Duisburg–Mönchengladbach und wird am Haltepunkt Forsthaus (Preisklasse 5) durch die Rhein-Niers-Bahn sowie die Emscher-Niederrhein-Bahn bedient.
| Linie | Verlauf | Takt   |
| ----- | --- | ------ |
| RB 33 | Rhein-Niers-Bahn: Essen-Steele – Essen Hbf – Essen West – Mülheim (Ruhr) Hbf – Mülheim (Ruhr)-Styrum – Duisburg Hbf – Duisburg-Hochfeld Süd – Rheinhausen Ost – Rheinhausen – Krefeld-Hohenbudberg Chempark – Krefeld-Uerdingen – Krefeld-Linn – Krefeld-Oppum – Krefeld Hbf – Forsthaus – Anrath – Viersen – Mönchengladbach Hbf – Rheydt Hbf – Wickrath – Herrath – Erkelenz – Hückelhoven-Baal – Brachelen – Lindern – Geilenkirchen – Übach-Palenberg – Herzogenrath – Kohlscheid – Aachen West – Aachen Schanz – Aachen Hbf Stand: Fahrplanwechsel Juni 2022 | 60 min |
| RB 35 | Emscher-Niederrhein-Bahn: Gelsenkirchen Hbf – Essen Zollverein Nord – Essen-Altenessen – Essen-Bergeborbeck – Essen-Dellwig – Oberhausen Hbf – Duisburg Hbf – Duisburg-Hochfeld Süd – Rheinhausen Ost – Rheinhausen – Krefeld-Hohenbudberg Chempark – Krefeld-Uerdingen – Krefeld-Linn – Krefeld-Oppum – Krefeld Hbf – Forsthaus – Anrath – Viersen – Mönchengladbach Hbf Stand: Fahrplanwechsel Dezember 2021 | 60 min |

Außerdem verkehren vier Buslinien der SWK Mobil nach Krefeld und in den Kreis Viersen. Die Anschlussstelle Forstwald verbindet in südlicher Richtung die von Krefeld nach Mönchengladbach führende B 57 mit der A 44.